# Mariette Hartley
Mary Loretta "Mariette" Hartley (Nova Iorque, 21 de junho de 1940) é uma atriz estadunidense, vencedora do Emmy Award de melhor atriz em série dramática por seu desempenho na série de televisão O Incrível Hulk (1977–1982).